# Jämjö
Jämjö is een plaats in de gemeente Karlskrona in het landschap Blekinge en de provincie Blekinge län in Zweden. De plaats heeft 2596 inwoners (2005) en een oppervlakte van 253 hectare.